# لوسد موتورز
لوسِد موتورز (بالإنجليزية:Lucid Motors) المعروفة سابقًا باسم آتيفيا (بالإنجليزية: Atieva) هي شركة سيارات سعودية أمريكية متخصصة في السيارات الكهربائية. تأسست الشركة في عام 2007، ومقرها في نيوآرك، كاليفورنيا.

## التاريخ
تأسست لوسِد في عام 2007 تحت اسم آتيفيا وركزت في الأصل على صنع بطاريات المركبات الكهربائية ومحركات الدفع لشركات تصنيع السيارات الأخرى.
عمل بعض موظفي لوسِد الـ 500 سابقًا في شركات سيارات أخرى مثل مازدا وتيسلا، بما في ذلك بيتر رولينسون، نائب الرئيس السابق للهندسة في تيسلا، وديريك جنكيز، الرئيس السابق للتصميم في مازدا-أمريكا الشمالية، وقد شهدت الشركة استثمارات من تسينج كابيتال (بالإنجليزية: Tsing Capital)، شركة ميتسوي سوميتومو المصرفية، فينروك، جافكو، وغيرها، والتي وفرت ما يقدر بـ 131 مليون دولار بحلول عام 2016. ولا تزال فينروك وميتسوي وجافكو من المستثمرين الحاليين في الشركة.
قامت الشركة بتغيير علامتها التجارية إلى لوسِد موتورز في أكتوبر 2016 وأعلنت رسميًا عزمها على تطوير سيارة فاخرة كهربائية عالية الأداء.
في 29 نوفمبر 2016، أعلن مسؤولو الشركة عن التخطيط لبناء مصنع تصنيع لوسِد الذي تبلغ تكلفته 700 مليون دولار في كازا غراندي ، أريزونا، والذي كان من المتوقع أن يوظف ما يصل إلى 2000 عامل بحلول منتصف سنة 2020، وبناء 20000 سيارة في البداية والتوسع حتى 130000 سيارة سنويًا. صُمم المصنع لصناعة 380000 سيارة في السنة كحد أقصى.
في 17 سبتمبر 2018، أعلنت شركة لوسِد موتورز أنها تجري محادثات مع صندوق الاستثمارات العامة في المملكة العربية السعودية للحصول على تمويل بقيمة تزيد عن مليار دولار. تم الانتهاء من الاستثمار في أبريل 2019 وسوف يمول الهندسة والاختبار النهائي لنموذج لوسِد أير، بدأ البناء في أواخر عام 2019.
في 27 سبتمبر 2023 دشنت الشركة أول مصنع للسيارات في السعودية في مدينة الملك عبد الله الاقتصادية برابغ، بحضور وزير الاستثمار المهندس خالد الفالح، ووزير الصناعة بندر الخريف، ومحافظ صندوق الاستثمارات العامة ياسر الرميان، والرئيس التنفيذي لشركة «لوسيد» بيتر رولينسون.

## السيارات

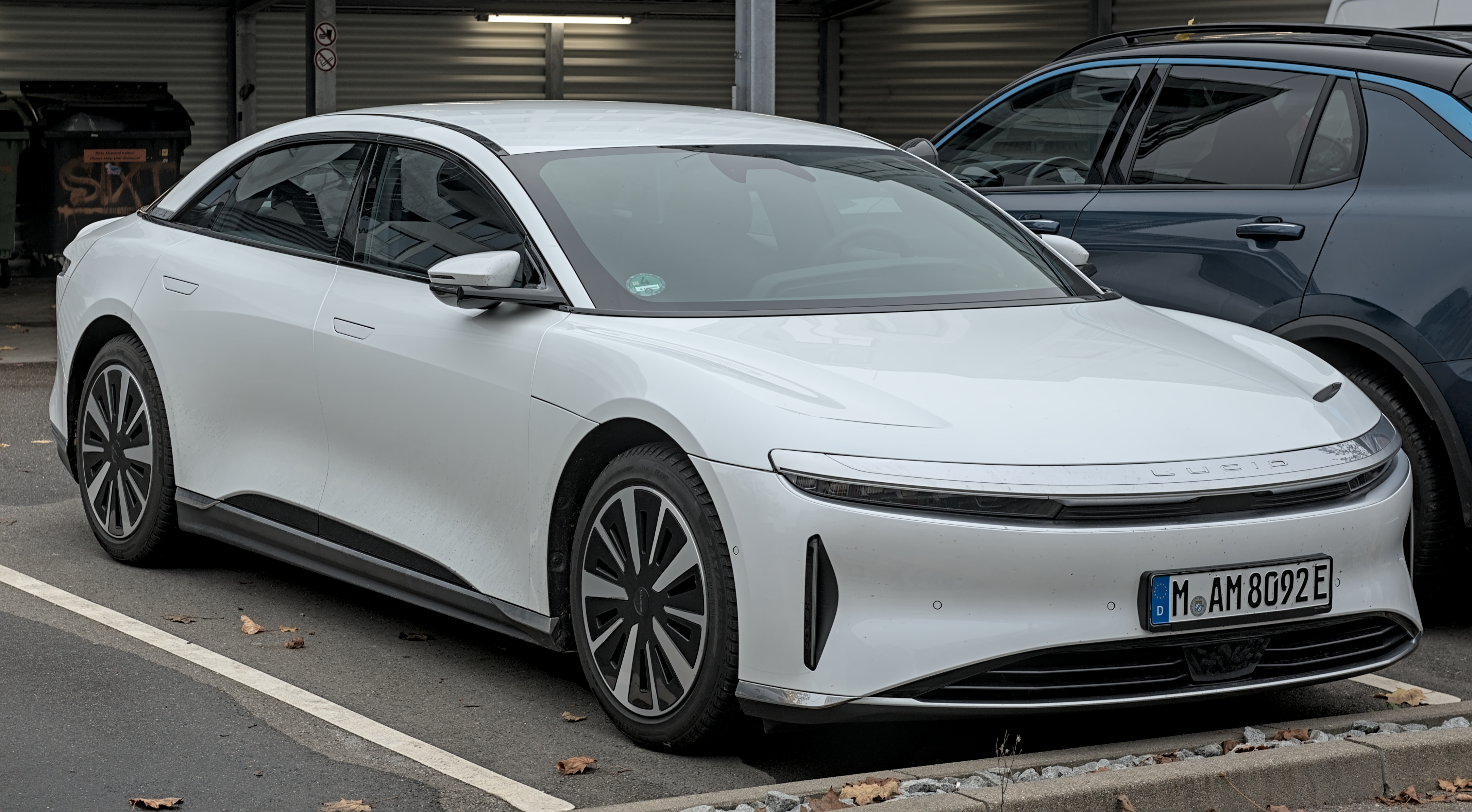
سيارة لوسيد إير البيضاء في شتوتغارت-فايهنغن.

طورت لوسِد بشكل أساسي تقنيات البطاريات في سنواتها الأولى، لكنها بدأت تطوير سيارتها الأولى في عام 2014.

### النموذج المبدئي
استخدمت الشركة في البداية سيارة مرسيدس ميترس، والتي سميت ب "Edna"، لتطوير مجموعة نقل الحركة.

### لوسِد أير
تم الكشف عن طراز السيارة الكهربائية بالكامل من لوسِد أير في ديسمبر 2016 وتم تصميمه بمحرك أمامي بقوة 400 حصان ومحرك خلفي بقوة 600 حصان لقوة مجمعة تبلغ 1000 حصان. اتفقت لوسِد مع موبايل أي (بالإنجليزية: Mobileye) على استخدام رقائق EyeQ4 و 8 كاميرات لميزات مساعدة السائق، والذي سيجعل السيارة «مستقلة ذاتيًا».
هذه السيارة ذات الأربع أبواب قادرة على الوصول إلى سرعة قصوى محدودة للبرنامج تبلغ 349 كم/ساعة؛ ولكن، في يوليو 2017، وصلت نسخة خاصة من السيارة (مع تعطيل محدد السرعة عبر البرامج والتعديلات الأخرى) إلى 378 كم/ساعة.
تم الكشف عن لوسِد أير في 9 سبتمبر 2020.

## البطاريات
تستخدم سيارة لوسِد معيار 2170 من خلايا بطارية ليثيوم أيون، وتم توقيع اتفاقيات توريد مع كل من سامسونج وال جي.
قامت لوسِد بتصميم حزم البطاريات وتطويرها وتصنيعها وتوريدها لجميع فرق السباق في موسم 2018-2019 من الفورميلا-اي ستستمر في القيام بذلك لموسم 2019-2020، بالتعاون مع مكلارين للتقنيات التطبيقية وسوني. تتطلب مواصفات الفورمولا إي وزنًا للبطارية يبلغ 250 كجم (551 رطلاً)، وطاقة 54 كيلو وات في الساعة، وأقصى طاقة تصل إلى 250 كيلو وات.

## الشحن
دخلت لوسِد موتورز في شراكة مع شركة كهرباء الولايات المتحدة الأمريكية (بالإنجليزية: Electrify America) لاستخدام شبكة الشحن الوطنية الخاصة بها كخيار لإعادة شحن سيارات لوسِد الكهربائية على الطريق. ستشحن المحطات بطاريات تصل إلى 350 كيلووات.

## انظر أيضّاً
- إكسيد

## وصلات خارجية
الموقع الرسمي